# アカエゾマツ

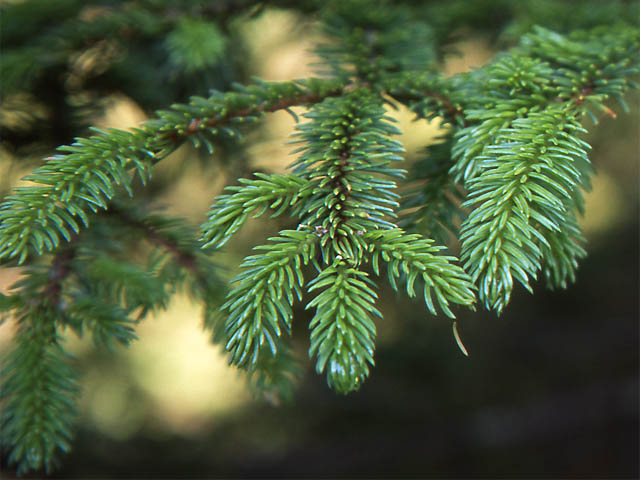
アカエゾマツの葉

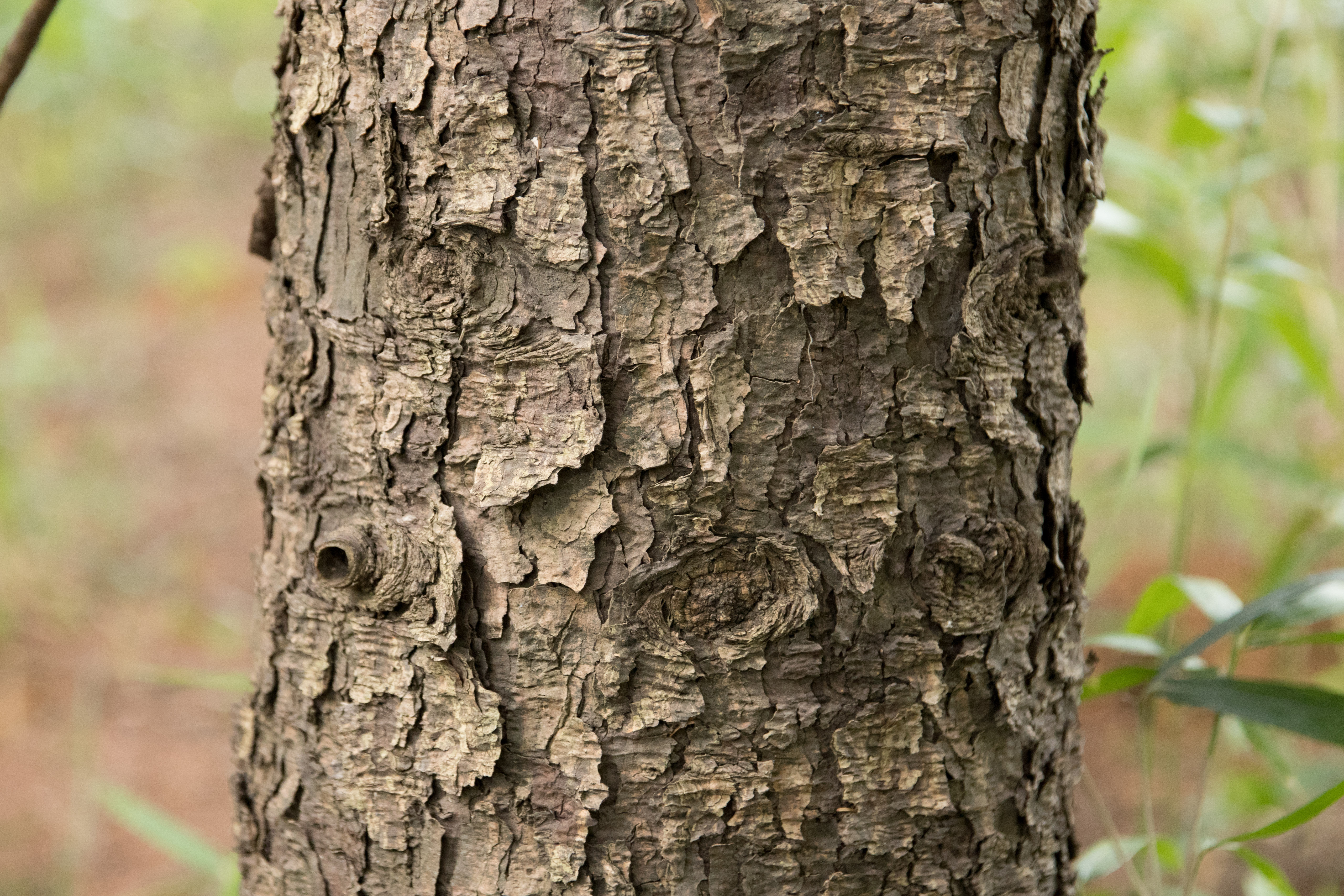
アカエゾマツの樹皮

アカエゾマツ（赤蝦夷松、学名：Picea glehnii）は、マツ科トウヒ属の常緑針葉樹。エゾマツと共に北海道の木に指定されており、北海道の代表的な造林樹種である。

## 特徴
樹高は通常は30mから40m以上だが、湿原では非常に小型になる。樹形は自然に円錐形となり、美しい。若い枝には赤褐色の毛がびっしりと生え、幹は赤褐色から黒赤褐色で太さ1mから1.5mとなり、樹皮はウロコ状に剥がれる。
葉は幅1mm、長さ5-12mm程度で、横断面は菱形をしており、4面に気孔帯がある。エゾマツの葉は長く、横断面は扁平なので、この点からも両者は区別できる。
雌雄同株で、帯紅色で1.5cmほどの雄花と、紫紅色で3cmほどの雌花が枝に直立して咲く。花は樹上の高い部分の枝先にしかできないので、地表から見ることは難しい。北海道では5月から6月が開花期である。
雌花は熟すると、球果となってぶら下がる。円柱形で長さ4.5-8.5cm程度、太さ2.5cm程度。北海道では9月から10月に暗紫色に熟する。

## 分布と生育環境
北海道に分布の中心があり、特に北海道東部から北部の山間部や日高山脈に多く、北海道南部（渡島半島）には分布しない。その他には千島列島の南部（国後島）、色丹島・サハリン最南端・岩手県の早池峰山に分布する。北海道ではエゾマツ、トドマツ、ダケカンバ、イタヤカエデなどと分布域が重なるが、湿地や蛇紋岩地、土壌の薄い溶岩上や火山灰や火山礫の土壌、痩せた湿地や海岸砂丘など、養分の乏しく条件の厳しい場所で優先する。このような場所ではエゾマツ・トドマツの生育は困難なため、しばしば純林を形成する。根室市風蓮湖の春国岱は、砂洲上のアカエゾマツ純林として著名である。
阿寒湖周辺では、雌阿寒岳・雄阿寒岳、摩周岳やアトサヌプリといった火山群によってできた火山灰地で純林を形成しており、次郎湖畔のアカエゾマツ樹林や川湯温泉付近の純林（「川湯アカエゾマツの森」）などが知られている。
また、焼尻島の「鶯谷の姥松」が名木として知られている。

### 本州のアカエゾマツ
もともと、アカエゾマツは北海道の北部や東部を中心にみられ、本州以南には分布していないと考えられていたが、1960（昭和35）年に岩手県宮古市の早池峰山の蛇紋岩地帯で96本のアカエゾマツからなる群落が発見された。
この蛇紋岩地帯は約2万年前の最終氷期に形成された蛇紋岩が斜面上に取り残されたもので、しばしば土石流の原因になっていた。1960年のアカエゾマツ発見も、アイオン台風（1948年）による土石流被害の調査の過程で見つかったものである。この群落は標高980mから1180m付近にかけての「アイオン沢」と呼ばれる東西200m、南北600mの斜面地に限定されていて、これはたまたまそこだけ土石流の被害を免れたことで残存していたものだった。
かつての最終氷期の東北地方では、アカエゾマツは最も繁栄している植物種の一つであり、早池峰山のアカエゾマツはその稀少な生き残りと考えられている。その学術的稀少価値が認められ、1975年に「早池峰山のアカエゾマツ自生南限地」として国の天然記念物に指定された。
1960年の発見当初、土石流を免れたアカエゾマツは96本で、しかも群落の辺縁部から枯損が進行し、消滅が危惧された。しかし1970年代には枯損がとまり、土石流跡地に新たなアカエゾマツが育っており、2000年代には総数は143本にまで増え、太いものでは直径20cmを超えるものも60本以上確認されている。小木も含めた総個体数は3500本となって、短期的には消滅の危機は脱したと考えられている。本来、自然にコメツガやヒバなどに遷移するはずのものが、定期的に発生する土石流によってコメツガやヒバが倒されてアカエゾマツが生えることで群落が維持されてきたと推測されている。

## 呼称
外観がエゾマツに似ていて、幹の色が赤みがかっていることからアカエゾマツと呼称されるようになったと考えられている。エゾマツやアカエゾマツは、分類学上はマツ属ではなくトウヒ属だが、一般に常緑針葉樹は「マツ」と呼称されている。
アイヌは「チカㇷ゚・スンク」（鳥のエゾマツ）と呼んで「スンク」（エゾマツ）と区別していたほか、北海道での主な異称として「テシオマツ」（天塩の松）、「シコタンマツ」（色丹島の松）、「ヤチシンコ」（谷地＝湿地のエゾマツ。シンコは、アイヌ語スンクの訛り）などがある。日本語の異名「シンコ松」はこれに由来する。
北海道では、本種との区別のためにエゾマツを「クロエゾマツ」と俗称するほか、本種のことを「アカマツ」と俗称する場合もある。
英名は「Sakhalin Spruce」（「サハリンのトウヒ」の意）、中国名は「鱼鳞云杉」（「魚鱗」は樹皮が鱗のようになっていることから。「云杉」はトウヒのこと。）。

## 利用
北海道では人工造林の代表種で、2008年現在でおよそ16万haの人工樹林がある。苗木の育成が容易で、病気に強いうえ、春の芽出しが遅いので高緯度の酷寒地・多雪地での造林に適している。
近年は公園や街路樹、生け垣など緑化にも用いられるようになった。樹形が自然のままでも整っており、針葉樹としては成長が遅いので、特に庭木に適している。なかでも草花と組み合わせてイギリス風の洋風庭園を作るのに適し、門まわりや庭木として用いられている。
湿原で小型化した個体は盆栽用に愛好されてきたが、盗掘によって稀少化している。盆栽では「エゾマツ」と称するものが実際にはアカエゾマツである例が多い。
一般に成長はゆっくりなため、年輪が均一で詰まっている。材は白褐色から淡黄白色で、心部と辺部の性質に大きな差がないのが特徴。針葉樹材のなかでは強度が高いが、耐朽性は劣る。
天然のアカエゾマツ材は、他のトウヒ属一般と同様に、建築材や土木用材、パルプ材としても使用可能だが、近年は資源が枯渇しており、北海道の針葉樹全体の4%から5%程度しかない。そのため高価な用途に限定されるようになっており、バイオリンやピアノなど弦楽器の表面板などに用いられている。
人工造林のアカエゾマツ材、とくに間伐材は、天然材やトドマツと比較すると強度でやや劣るとみられており、建材として用いるには採算性が劣るとされている。そのため強度の必要のない集成材や梱包材の用途に用いられている。
アカエゾマツの間伐材や下枝葉などを水蒸気蒸留することで得られる油分（精油）は森林の代表的な芳香成分の一つであるボルニルアセテートを多く含み、アロマ原料や香料として利用されている。アカエゾマツの精油には多種多様な病原菌や真菌に対して強い抗菌性を有していることが証明され、近年、これら特性を生かした製品化（皮膚病を予防する牛用クリームなど）や廃棄される枝葉の再利用、地方創生の取組みが推進されている。

## アカエゾマツをシンボルとする地方自治体
- 北海道
- 北海道士別市、むかわ町、上川町、上富良野町、音威子府村、浜頓別町、中頓別町、幌延町、置戸町、足寄町